# 宋力维
宋力维（1985年8月16日—），中国女子篮球运动员。她代表中国参加了2006年FIBA女篮世锦赛和2010年FIBA女篮世锦赛。她也曾参加2005年东亚运动会，结果获得金牌。